# Großer Wariner See
Le Großer Wariner See est un lac de la ville de Warin dans l'arrondissement du Mecklembourg-du-Nord-Ouest dans le Mecklembourg-Poméranie-Occidentale en Allemagne.